# Tempelj Sosijevega Apolona
Tempelj Sosijevega Apolona (prej znan kot Apolinar in tempelj Apolina Medica ) je rimski tempelj, posvečen Apolonu na Marsovem polju, poleg Marcelijevega gledališča in Porticus Octaviae, v Rimu, Italija. Njegovo sedanje ime izhaja iz njegovega končnega graditelja, Gaja Sosija, rimskega politika in vojskovodje.

## Lega
Apolinar in njegovi nasledniki se lahko tesno povežejo s prostorom ob gledališču, ker se Ascanij sklicuje , da je »zunaj porta Carmentalis med Forum Holitorium in Circus Flaminius«, Livij ga postavlja v prata Flaminia (Flaminijske travnike, kot se je to območje imenovalo)  in druge reference, ki so ga postavile blizu foruma , Kapitola  in Marcelijevega gledališča .
Vse to kaže na trenutno sprejeto mesto tega templja, severno od gledališča in vzhodno od Porticus Octaviae, na ulici, ki vodi skozi Porta Carmentalis do Marsovega polja, malo južno od sedanjega trga Piazza Campitelli.

## Zgodovina

### Obdobje Republike
Trije stebri templja, ki so preživeli v polni višini, danes spadajo v Avgustovo obnovo, vendar je kult Apolona obstajal na tem območju vsaj od sredine 5. stoletja pred našim štetjem, ko je bil Apolinar (sveti nasad ali oltar) na tej strani. Ker je bil Apolon tuj kult, se je zato zakonito moral umestiti zunaj pomeriuma , zaradi česar je bil redno mesto za srečanja zunaj senata (to je bil tudi edini Apolonov tempelj v Rimu, dokler ni Avgust posvetil še enega na Palatinskem griču – tempelj Palatinskega Apolona). 
Prva tempeljska stavba sega v 431 pr. n. št., ko je konzul Gnej Julij Mento odprl enega, posvečenega Apolonu Mediku (zdravniku), da bi izpolnil obljubo iz časa kuge leta 433 pr. n. št.  Ta stavba je bila obnovljena leta 353 pr. n. št. in morda leta 179 pr. n. št., ko je cenzor Mark Emilij Lepid in njegov kolegij opustil pogodbo za gradnjo portika iz templja do Tibere, za templjem boginje Spes . Projekti so vključevali tudi bližnje gledališče. Tridesetdnevno prelivanje solz kultnega kipa Apolona, navedenega med čudežem ob smrti Scipiona mlajšega , se je lahko zgodilo samo v tem templju, saj drugih Apolonov ni bilo.
Sosednji tempelj, posvečen Apolonovi sestri Diani, verjetno izvira iz pozne republike po uničenju okrožja Apolovega templja pri delu na Marcelijevem gledališču.

### Sosijeva rekonstrukcija
Radikalno obnovo je začel Gaj Sosij, verjetno šele po svojem triumfu leta 34 pr. n. št.  Ta gradbena dela je kmalu prekinila državljanska vojna med Oktavijanom in Antonijem (s Sosijem, ki je prešel na Antonijevo stran) in so se nadaljevala le nekaj let kasneje, ko se je Avgust spravil s Sosijem. Tako je bil na koncu posvečen z imenom princeps, z dnem posvetitve v Avgustovskem obdobju 23. septembra . Po izgradnji Marcelijevega gledališča je kmalu zatem sprednje stopnišče templja porušeno in nadomeščeno z dvema stopniščema na straneh pronaosa.

### Umetnost
Dvakrat je Plinij starejši  govoril o umetniških delih v tem templju, kar se verjetno nanaša na plen, ki ga je Sosij prinesel iz Grčije in ga namestil v njegovo obnovo templja. To so:
- slike Aristida iz Teb
- več kipov Filisa iz Rodosa
- Apolon s kitaro, ki ga je ustvaril Timarhid
- kip Apolona iz cedrovine iz Selevkie
- skupina Niobid (ki so jo v antiki pripisali Skopasu ali Praksitelu, ki se zdaj ne pripisujejo nobenemu). [15]

### Pozno rimsko obdobje
Po Avgustovi fazi so znane le manjše rekonstrukcije, mestni prefekt (Praefectus urbi) Memij Vitrasij Orfit (356 - 359) in morda Anikij Akilij Fortunat Glabrio v 420-ih letih. Tempelj je bil zaprt med preganjanjem poganov v poznem rimskem cesarstvu, ko so krščanski cesarji izdali ukaze, ki prepovedujejo vsa nekrščanska bogoslužja in svetišča.

### Srednji vek in moderna doba
Ostanke templja so v post-rimskem obdobju zasedla srednjeveška stanovanja vse do 30-ih let 20. stoletja, ko so jih med letoma 1926 in 1932 porušili, da bi videli Marcelijevo gledališče ločeno. V istih delih so ostanke padle kolonade našli na samih položajih, v katere so padle, znotraj loka gledališča, zaradi česar so leta 1937 in 1938 izkopali ostanke. Leta 1940 so padle stebre dvignili na podij, čeprav verjetno ne v  prvotnih položajih.

## Opis
Stavba je skoraj popolnoma usmerjena proti jugu, in se razlikuje od orientacije drugih sosednjih zgradb, vključno s sosednjim templjem boginje Belone.
Avgustova faza templja je bila sestavljena iz podija pod stebri in stenami cele, s podpornimi deli, sestavljenimi iz blokov travertina, ki so nosili težo in nepodporne dele samo blokov iz tufa in cementa. Za ostanke podijevega zidu, ki so preživeli pod samostanom Santa Maria v Campitelliju - 13 metrov dolgi, več kot 4 visoki in več kot 2 m debeli - Delbrück domneva, da so del prvotne strukture. Frank pa trdi, da kljub temu, da je jedro tuf cappellaccio lahko iz prvotne zgradbe, preostanek (poleg nekaterih betonov z oblogo opus reticulatum, pa lahko pripišemo fazi iz leta 34 pr. n. št.) spada v rekonstrukcijo leta 179 pr. n. št.. To trdi zaradi uporabe v ostankov tufa iz Monte Verdeja, na južnem koncu griča Janiculum. 
Tempeljski heksastil je bil sestavljen iz stebrov iz  carrarskega marmorja ob sprednji in dveh daljših straneh pronaosa, s tistimi na hrbtni strani, izdelanimi iz ometane opeke. Ta slog se je nadaljeval v pol stebrih iz travertina (ometanih, da bi izgledal kot marmor) ob stenah cele.
Arhitrav fasade je bil sestavljen iz blokov travertina, namesto trdnih kosov marmorja. Na isti način je bil friz narejen na ploščah na nosilni konstrukciji. Kapiteli so korintski z dodatnimi rastlinskimi motivi (v italijanščini corinzieggiante), okvir pa predstavlja zelo štrleč strop, ki ga podpirajo nosilci.
Glavni tempelj je bil okrašen s skulpturami, ki so bile odstranjene iz klasičnega templja v Grčiji. Ti datirajo okoli 450 - 425 pr. n. št. Zdaj so ohranjeni v Centrale Montemartini v Kapitolinskih muzejih.
Notranji zidovi cele so bili okrašeni z dvojno vrsto stebrov v afriškem marmorju, spodnji pa s frizom, ki je predstavljal faze bojev, vključenih v trojni Oktavijanov triumf leta 29 pr. n. št. Med stebri so bile edikule z jaški s stebrički v različnih barvnih marmorjih (giallo, antico, pavonazzetto in portasanta) in s pedimentom v nenavadnih oblikah (trikotna, polmesečna in kot pagoda).

### Umetnostno-zgodovinska analiza
Arhitekturna dekoracija ohranjene faze vključuje različne in nenavadne motive (npr. Utori stebrov, ki niso vsi enaki, vendar izmenično širši in ožji). To je trenutek, v katerem se oblikuje nov dekorativni slog, ki združuje italski arhitekturni slog republike (kot je prikazano, na primer, v Portunovem templju) z vplivi helenističnega grškega vzhoda, s poudarkom na starih Avgustovih vrednotah novega statusa quo, medtem ko kažejo inovativne kulturne lastnosti režima. Ta slog bo kasneje kodificiran v Avgustovem forumu. Druge nove značilnosti so vstavljanje dekorativnih elementov, ki so namenjeni praznovanju Oktavijana, kot je lovor v frizu in kapitelih.
Tempelj izvira tudi iz najzgodnejšega obdobja, v katerem je bil marmor uporabljen v razsutem stanju za rimske javne zgradbe in predstavlja prehodno obdobje od tradicionalnih tehnologij ometanega tufa in travertina, s poskusi na način dela z novimi materiali. Dejansko se marmor uporablja samo na fasadi, saj arhitekti še niso prepričani o njegovih nosilnih možnostih, kot so vidni na frizu, nadstrešku in kapitelih.

## Druge stavbe v območju
Na tem območju krožni temelj in drugi ostanki kažejo na kolonado majhne okrogle stavbe Flavijevega obdobja, ki je lahko perirranterion templja, sveti izvir, uporabljen za kult templja (ki je vključeval čiščenje), kasneje pa verjetno za lustrum (petletno obdobje).
Triumfalni portik (dolg portik, ki se je razprostiral miljo od porta Carmentalis in Trigarija na Servijevem zidu) je prečkal vogale templjev Apolona in Belone, kjer so vidni večji ostanki. Drugi so vidni v smeri Kapitola, ob sedanji Via del Teatro di Marcello, obrnjeni proti cerkvi San Nicola in Carcere.